# Pia desideria

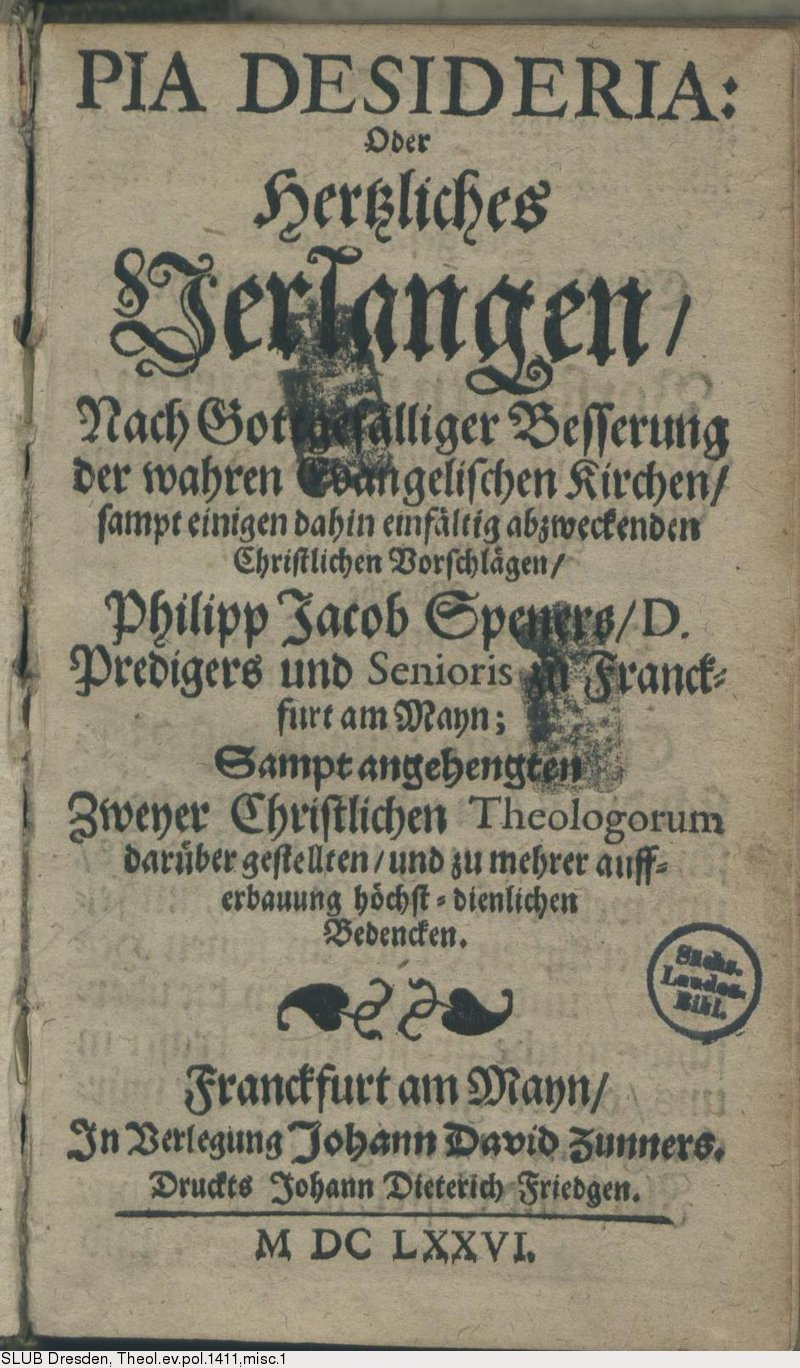
Titelblad van de eerste uitgave (1676)

"Pia desideria, oder herzliches Verlangen nach gottgefälliger Besserung der wahren evangelischen Kirche" (Ned.: "Vrome wensen, ofwel diep verlangen naar een godvruchtige hervorming van de ware evangelische Kerk") is een in 1675 verschenen geschrift van de Duitse theoloog Philipp Jakob Spener. Het bevat de grondslagen voor het piëtisme.

## Aanleiding
Al in 1670 had Spener geprobeerd een geloofsgemeenschap te creëren - een collegium pietatis - om de in zijn ogen star geworden Lutherse volkskerk nieuw elan te geven. In 1675 gaf Spener het werk Postille van theoloog Johann Arndt uit, dat een grote inspiratiebron voor hem bleek. Spener schreef hiervoor een voorwoord, en werkte dat hetzelfde jaar nog om naar de Pia desideria. Het werd gepubliceerd in Frankfurt am Main.

## Inhoud
Spener gaf in zijn Pia desideria een overzicht van een groot aantal misstanden in de Lutherse kerk en stelde daartegenover de beloften die God gaf voor een betere toekomst van de kerk. Daarna deed hij zes voorstellen om de kerk te hervormen:
- Het woord van God moet beter naar de gelovigen overgebracht worden. De Bijbel moet intensief bestudeerd worden, als leidraad naar een "geloof van het hart" in plaats van een "geloof van het hoofd". Hiervoor moeten naast de prediking in de kerk ook bijeenkomsten komen waarin de Bijbel aan de kerkleden wordt uitgelegd en onder leiding van een predikant worden besproken.
- De leek moet meer bij de kerk betrokken worden, doordat het door Maarten Luther erkende "priesterschap van alle gelovigen" weer in ere wordt hersteld.
- Het geloof is geen zaak van kennis alleen, maar vooral van handelen.
- In theologische disputen moet de liefde zegevieren in plaats van het eigen gelijk. De waarheid volgt dan vanzelf.
- De opleiding van predikanten moet meer gericht zijn op de praktische geloofsbeleving.
- De preek moet geen moeilijke vraagstukken bevatten, maar juist appelleren aan het eenvoudige geloof, zoals ook gebeurt in Johann Arndts Postille.

## Reactie
De Pia desideria maakte grote indruk. Uit de vele reacties bleek dat Spener de behoefte aan verandering goed had ingeschat. Het piëtisme ontwikkelde zich als stroming binnen de Lutherse Kerk.